# Dindondio
Dindondio è un singolo del cantante italiano Zucchero Fornaciari pubblicato il 25 gennaio 2002 per il mercato radiofonico e il 15 febbraio 2002 come CD singolo dalla Universal.

## Il brano
È il terzo singolo estratto dall'album Shake.
Di particolare interesse il fatto che il CD nel quale Dindondio è stato pubblicato, contiene la cover di Ho visto Nina volare, eseguita da Zucchero durante il concerto-tributo reso al cantautore genovese Fabrizio De André il 12 marzo 2000, poi incluso nel doppio album Faber, amico fragile del 2003..

## Video musicale
In occasione del lancio come singolo, è stato realizzato il videoclip del brano, che inscena l'organizzazione della registrazione del clip stesso da parte di Zucchero e della troupe.

## Tracce

### CD singolo
- COD: Universal 5002 718

1. Dindondio (Radio Edit) – 4:04 (testo: Zucchero, Pasquale Panella)

- COD: Universal 570 882-2

1. Dindondio – 4:34 (testo: Zucchero, Pasquale Panella)
2. Senza rimorso – 4:36 (testo: Zucchero, Alberto Salerno)

### CD Maxi
- COD: Universal 570 628-2

1. Dindondio (Radio Edit) – 4:34 (testo: Zucchero, Pasquale Panella)
2. Ho visto Nina volare (Live at Faber, amico fragile) – 4:34 (Fabrizio De André, Ivano Fossati)
3. Senza rimorso – 4:36 (testo: Zucchero, Alberto Salerno)
4. Un'orgia di anime perse – 3:45

## Classifiche
| Classifica (2002) | Posizione massima |
| ----------------- | ----------------- |
| Italia            | 31                |
| Belgio (Vallonia) | 16                |